# Ilie Poenaru
Ilie Poenaru (n. 11 noiembrie 1976, București, România) este un antrenor român de fotbal și fost jucător de fotbal român , care a jucat ca fundaș stânga. Acesta este în prezent  antrenorul echipei din Liga 2,  Chindia Târgoviște.

## Cariera

### Jucator
Poenaru și-a început cariera de fotbalist profesionist la Steaua București, dar nu a jucat în vreun meci oficial pentru clubul din Capitală. Primul său meci în Liga I a avut loc la 19 februarie 2002, pentru Politehnica Timișoara, într-o înfrângere cu 1–3 contra formației Farul Constanța. În cariera sa, Poenaru a jucat cel mai mult pentru Politehnica Timișoara și Argeș Pitești, având și scurte perioade petrecute la Metalul Plopeni, FC Gloria Buzău și Concordia Chiajna.

### Antrenor
După retragerea din activitatea de jucător, Poenaru a devenit antrenor și a preluat echipa Inter Clinceni. A mai pregătit pe Voluntari și pe Dinamo București U-19. În ianuarie 2018, a fost numit antrenor principal la Academica Clinceni, unde a reusit performanțe uriase cu clubul din Ilfov, clasându-se în play-off , reușind să acumuleze 11 puncte și să termine sezonul pe locul 5 în Liga I. S-a despărțit de echipa ilfoveană după un ciclu de 3 ani jumătate.
La 17 septembrie 2021, Poenaru a semnat un contract pentru un sezon cu Gaz Metan Mediaș. S-a despărțit de Gaz Metan în februarie 2022, din cauza situației financiare a echipei. Pe 23 mai 2022, a fost prezentat ca noul antrenor al echipei UTA Arad. S-a despărțit de UTA pe 1 noiembrie 2022, lăsând echipa pe penultimul loc (15), cu 16 puncte după 16 etape, UTA având cinci înfrângeri în ultimele șase etape. Din 16 iunie 2025 este antrenor principal al echipei Chindia Târgoviște.